# Scott Farquhar

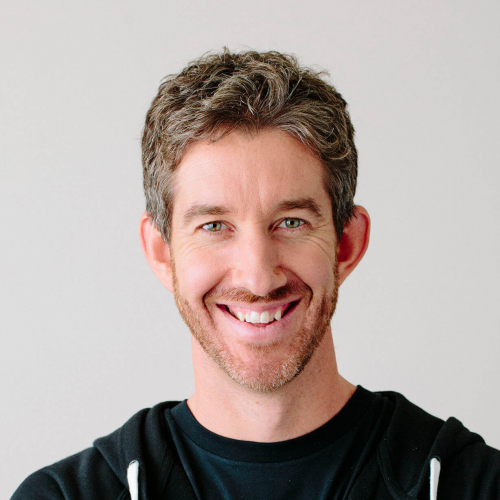
Scott Farquhar (2018)

Scott Farquhar (* Dezember 1979 in Sydney) ist ein australischer Geschäftsmann. Er ist Mitbegründer und ehemaliger Co-CEO des Softwareunternehmens Atlassian. Laut Forbes hat er ein geschätztes Nettovermögen von 14 Milliarden US-Dollar (Stand: Mai 2025).

## Laufbahn
Farquhar wuchs in Sydney auf und begann sich früh für Computer zu interessieren. Er besuchte die Castle Hill Primary School und James Ruse Agricultural High School und besuchte die University of New South Wales, die er mit einem Bachelor of Science in Informatik abschloss. 2001 schickte Mike Cannon-Brookes eine E-Mail an seine Kommilitonen an der University of New South Wales, in der er fragte, ob jemand von ihnen daran interessiert sei, ihm nach seinem Abschluss bei der Gründung eines Tech-Start-ups zu helfen. Farquhar war der einzige, der antwortete. Beide gründeten Atlassian im Jahr 2002. Beide führten das Unternehmen danach als Co-CEOs. Sie finanzierten das Unternehmen mehrere Jahre lang mit Schulden von 10.000 Dollar auf ihrer Kreditkarte. 2015 wurde Atlassian an der Technologiebörse NASDAQ gelistet, wodurch Farquhar und sein Partner Cannon-Brookes Milliardäre wurden.
2018 gründete Farquhar seinen eigenen Investmentfonds mit dem Namen Skip Capital, welches in junge australische Technologieunternehmen investiert. Am 26. April 2024 gab Farquhar bekannt, dass er Ende August als Co-CEO von Atlassian zurücktreten wird, um sich auf seine Familie, Philanthropie und seine Technologieinvestments zu konzentrieren. Er verblieb im Vorstand und als Sonderberater des Unternehmens sowie als bedeutender Investor, der ein Fünftel der Anteile kontrolliert.

## Privatleben
Farquhar heiratete 2009 die Investmentbankerin Kim Jackson, mit der er drei Söhne hat.